# Enomotarcha apicalis
Enomotarcha apicalis är en fjärilsart som beskrevs av Aurivillius 1925. Enomotarcha apicalis ingår i släktet Enomotarcha och familjen tandspinnare. Inga underarter finns listade i Catalogue of Life.